# Шифман, Александр Иосифович
Алекса́ндр Ио́сифович Ши́фман (17 апреля 1907, Туров, Минская губерния, Российская империя — 1992, Иехуд, Израиль) — советский литературовед, доктор филологических наук (1974), видный исследователь судьбы и творчества Льва Толстого в контексте межкультурных связей, в особенности со странами Востока.

## Биография
Родился в семье рабочего-швейника. Детство и юность провёл в городе Мозырь в Белоруссии. В 1924 году, в возрасте семнадцати лет, уехал в Ленинград и поступил учеником на прядильно-ткацкую фабрику им. Петра Анисимова. Одновременно стал слушателем вечерних литературных курсов (б. Брюсовские курсы), впоследствии переименованных в Государственный техникум печати. Здесь его учителями были Николай Тихонов, Вениамин Каверин, Юрий Тынянов и другие. В это время сам А. И. Шифман начал публиковать свои очерки в газетах «Ленинградская правда» и «Смена».
В 1927 году по окончании техникума печати был комсомолом направлен в Свердловск, два года работал ответственным секретарём редакции комсомольской газеты «На смену». Здесь А. И. Шифман познакомился с известным писателем П. П. Бажовым и под его руководством написал свои первые критические статьи и рецензии. В 1929—1930 годах служил в Красной Армии — сначала в качестве связиста (г. Самара), а затем редактора дивизионной газеты (г. Казань). После армии был отозван в Москву для работы в «Комсомольской правде», но вскоре был направлен заместителем редактора «Пионерской правды». При редакции «Пионерской правды» им было организовано литературное объединение юных поэтов, которым руководил Эдуард Багрицкий. С 1932 году, сочетая учёбу с работой, учился вечерами на литературном отделении Института красной профессуры. Окончил его в 1936 году, после чего полностью перешёл на литературную работу. С 1934 по 1938 год работал редактором художественной литературы в издательстве «Молодая гвардия», где, в частности, готовил к печати книги Алексея Толстого, Василия Гроссмана, Николая Островского, Бориса Горбатова и других писателей.
В 1938 году перешёл в Институт мировой литературы им. Горького, где начал более углублённую литературоведческую и критическую работу. В 1939—1940 годах написал исследование о севастопольском периоде жизни Льва Толстого.
В начале Великой Отечественной войны добровольцем ушёл в народное ополчение. Вскоре был направлен в редакцию газеты Южного фронта «Во славу Родины». Затем в течение всей войны вёл газетную работу во фронтовых и армейских газетах Южного, Сталинградского, Северо-Кавказского, Северо-Западного и 1-го Белорусского фронтов. В период Сталинградской битвы и боёв за Берлин был фронтовым корреспондентом «Комсомольской правды». Награждён орденом Отечественной войны II степени и пятью медалями. Войну закончил в Берлине, в должности заместителя редактора газеты 5-й ударной армии «Советский боец», а затем ещё два года оставался в Германии в газете советских войск.
В 1947 году вернулся в ИМЛИ. В 1946 году защитил диссертацию «Севастопольские рассказы Л. Н. Толстого», получив степень кандидата филологических наук. В 1950 году перешёл на научную работу в Государственный музей Л. Н. Толстого. С этих пор почти полностью сосредоточился на изучении творческой и гражданской судьбы Льва Толстого. Автор более чем семидесяти опубликованных научных работ. Крупнейшие из них посвящены творческим и гражданским связям великого писателя с деятелями стран Востока. Ведя в течение тридцати лет научную работу в стенах Музея Толстого в Москве и в Ясной Поляне, участвовал в подготовке к печати многочисленных изданий Толстого, в том числе Полного собрания сочинений писателя.
Одна из основных областей деятельности учёного — изучение и публикация грандиозного архива писателя, включающего, в частности, 180 тысяч листов подлинных рукописей. Эпистолярия Толстого состоит из пятидесяти тысяч писем к нему из всех стран мира и десяти тысяч его ответов корреспондентам. Изучая это огромное наследие, А. И. Шифман уделил особое внимание связям Толстого с Индией и посвятил этому ряд статей и публикаций. Именно А. И. Шифман впервые опубликовал переписку Льва Толстого с Махатмой Ганди и пятнадцатью другими общественными деятелями, писателями и публицистами Индии. Одновременно он проанализировал публицистику, дневники и письма Толстого, касающиеся Индии, её философии, истории, культуры и литературы. Ряд статей исследователь посвятил малоизвестной деятельности Толстого как пропагандиста индийской культуры в России. Его книга «Толстой и Индия» переведена на английский язык и хинди.
Углублённые изучения А. И. Шифман предпринял и в отношении связей Толстого с Китаем, Японией, Ираном, Турцией и странами Арабского Востока. Систематическое изложение этого богатейшего, впервые опубликованного им материала составило содержание его обширной монографии «Лев Толстой и Восток». Книга была удостоена международной премии им. Джавахарлала Неру. Для получения премии он был приглашён в Индию, где получил её из рук Индиры Ганди в 1970 г. Книга А. И. Шифмана «Толстой и Япония» была переведена на японский язык.
Входил в число членов Союза писателей СССР (1970). Опубликовал ряд статей в журналах «Новый мир», «Москва», «Вопросы литературы» и других.
В 1985 году был награждён орденом Отечественной войны 1-й степени.
С 1967 года жил с семьей (вплоть до эмиграции в Израиль весной 1991 года) в ЖСК «Советский писатель»: Красноармейская улица, д. 21 (до 1969: 1-я Аэропортовская ул., д. 20).

## Основные работы
- На повороте. М., 1933
- Статья «Не могу молчать» Л. Н. Толстого. Тула, 1958
- Лев Толстой — обличитель буржуазной культуры. Тула, 1960
- Лев Толстой и Восток. М., 1960
- Толстой — это целый мир: Очерки и рассказы. Тула, 1976
- Страницы жизни Льва Толстого: очерки. М., 1983